# 대한민국 민법 제695조
대한민국 민법 제695조는 무상수치인의 주의의무에 대한 민법 채권법 각칙 조문이다.

## 조문
제695조(무상수치인의 주의의무) 보수없이 임치를 받은 자는 임치물을 자기재산과 동일한 주의로 보관하여야 한다.

## 비교 조문
제922조(친권자의 주의의무) 친권자가 그 자에 대한 법률행위의 대리권 또는 재산관리권을 행사함에는 자기의 재산에 관한 행위와 동일한 주의를 하여야 한다.

제1022조(상속재산의 관리) 상속인은 그 고유재산에 대하는 것과 동일한 주의로 상속재산을 관리하여야 한다. 그러나 단순승인 또는 포기한 때에는 그러하지 아니하다.

## 판례
- 임치물의 보관에 대하여 상법상의 주의의무와 민법상의 주의의무가 서로 다르므로 원심으로서는 응당 원고의 청구가 어느 것에 속하는 것인가를 규명하고 그에 대하여 피고가 책임을 져야 하는 주의의무위반 여부를 판단하여야 한다.[1]

## 참고 문헌
- 오현수, 일본민법, 진원사, 2014. ISBN 978-89-6346-345-2
- 오세경, 대법전, 법전출판사, 2014 ISBN 978-89-262-1027-7
- 이준현, LOGOS 민법 조문판례집, 미래가치, 2015. ISBN 979-1-155-02086-9

## 같이 보기
- 임치
- 선관주의 의무